# Sanajeh
Sanajeh – rodzaj węża z rodziny Madtsoiidae żyjącego w późnej kredzie na terenach Półwyspu Indyjskiego. Został opisany w 2010 roku przez Jeffreya Wilsona i współpracowników w oparciu o niemal kompletną czaszkę i żuchwę połączone z 72 kręgami przedkloakalnymi oraz niektórymi żebrami należące do trzech osobników (GSI/GC/2901-2906). Skamieniałości odkryto w osadach formacji Lameta w indyjskim Gudźaracie. Wiek osadów ocenia się na około 67,5 mln lat. Szczątki Sanajeh odnaleziono tuż przy gnieździe zauropodów z grupy tytanozaurów. Holotyp został odkryty w 1984 roku przez Dhananjaya Mohabeya w pobliżu wioski Dholi Dungri. Wstępny opis skamieniałości ukazał się w 1987 roku, jeszcze zanim zostały one wypreparowane. Identyfikacja jaj oraz kości kończyn jako należących do nowo wyklutego zauropoda wewnątrz gniazda jest poprawna, jednak kręgów – nie. Poprawnej oceny znaleziska dokonał w 1989 roku Sohan Lal Jain, a także – niezależnie od Jaina – Jeffrey Wilson w 2001 roku.

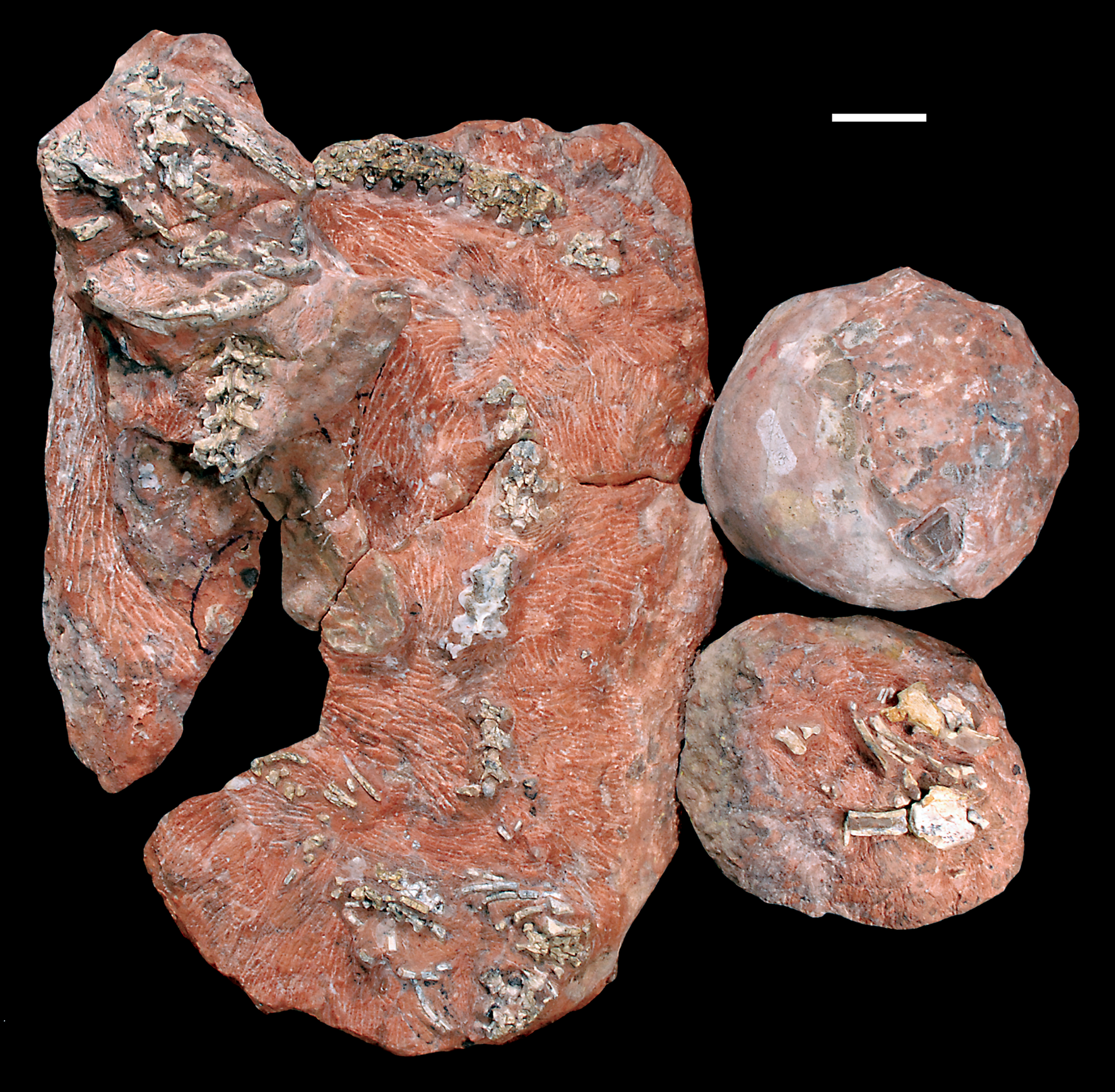
Skamieniałości Sanajeh indicus zachowane w pobliżu gniazda tytanozaura

Czaszka Sanajeh indicus mierzy 9,5 cm długości, co pozwala oszacować całkowitą długość węża na około 3,5 m. Nie miał on specjalizacji występujących u przedstawicieli kladu Macrostomata – takich jak przesunięte stawy z tyłu szczęk, zwiększona kinetyka czaszki oraz wydłużenie czaszki i żuchwy – pozwalających im na szersze rozwieranie paszczy i połykanie większej zdobyczy. Sanajeh prawdopodobnie nie był w stanie połknąć jaja zauropoda, mającego średnicę około 16 cm i twardą skorupkę. Możliwe jednak, że zjadał zawartość jaja, zmiażdżywszy wcześniej skorupkę w splotach ciała, tak jak robią to węże Loxocemus bicolor. Szczątki trzech Sanajeh i jaj tytanozaurów odnaleziono na obszarze 25 m2, a dane sedymentologiczne i tafonomiczne sugerują, że Sanajeh często żywiły się nowo wyklutymi zauropodami lub jajami i nie jest to zjawisko anormalne. Nie ma co do tego całkowitej pewności, przynajmniej dopóki nie zostaną odnalezione szczątki dinozaurów w okolicy żołądka węża, jednak teoria ta jest najbardziej prawdopodobna. Jest to również pierwszy dowód na polowanie węży na nowo wyklute dinozaury. Prawdopodobnie tytanozaury w przeciągu roku osiągały rozmiary wystarczające, by węże o rozmiarach zbliżonych do Sanajeh nie były już w stanie im zagrozić.
Według analizy filogenetycznej przeprowadzonej przez Wilsona i współpracowników Sanajeh jest najbardziej bazalnym przedstawicielem Madtsoiidae, siostrzanym wobec australijskich rodzajów Yurlunggur i Wonambi. Przynależność do Madtsoiidae innych taksonów niegdyś zaliczanych do tej grupy, takich jak Madtsoia, wymaga dalszych badań.
Nazwa Sanajeh pochodzi od sanskryckich słów sanaj („pradawny”) i jeh („rozwierać szczęki”), natomiast nazwa gatunkowa gatunku typowego, indicus, odnosi się do Indusu, głównej rzeki Półwyspu Indyjskiego, gdzie odnaleziono szczątki Sanajeh.